# Abdelghani Zalène
Abdelghani Zalène o Zaalene (Souk Ahras, 26 de diciembre de 1964) es un político argelino.  Desde 2017 es ministro de Trabajos Públicos y Transportes del Gobierno de Argelia. El 2 de marzo de 2019, fue nombrado director de campaña del presidente Abdelaziz Bouteflika reemplazando a Abdelmalek Sellal quien había dirigido las anteriores campañas del presidente en 2004, 2009 y 2014.

## Biografía
Se graduó en la Escuela Nacional de Administración (ENA) en 1987 y es magíster en administración y desarrollo. 
Tiene una amplia trayectoria en la gestión. De 1994 a 1996 fue jefe de gabinete del wali de Souk Ahras, su ciudad natal. Posteriormente pasó a ser secretario general de la vilaya de Tebessa hasta 2005 que ocupó el mismo cargo en Batna durante un año. De 2006 a 2017 fue wali (gobernador) de las provincias de Oum el-Bouaghi, Béchar (2010-2013) y Orán (2013-2017). En mayo de 2017 fue nombrado ministro de Trabajos públicos y Transportes.
El 2 de marzo de 2019 se anunció que Zalene sustituiría a Abdelmalek Sellal como director de la campaña electoral del presidente Buteflika en las elecciones convocadas para el 18 de abril de 2019. Algunos analistas consideran que esta sustitución podría ser una de las primeras reacciones a las protestas desencadenadas en Argelia desde 22 de febrero cuando se anunció que Buteflika presentaba su candidatura para un quinto mandato.